# Джил Шалвис
Джил Шалвис (на английски: Jill Shalvis) е плодовита американска писателка на бестселъри в жанра любовен роман. Писала е първоначално и под псевдонима Джил Шелдън (на английски: Jill Sheldon).

## Биография и творчество
Джил Шалвис е родена през 1963 г. в САЩ. Израства в Лос Анджелис. Учи журналистика в колежа, но винаги е искала да бъде писателка.
Първият ѝ любовен роман „Лятото на огъня“ е публикуван през 1996 г. Първите ѝ 4 романа са издадени под псевдонима Джил Шелдън, който ѝ е наложен от издателската компания. През следваща година пише под собственото си име.
Произведенията на писателката много често са в списъците на бестселърите. През 2003 г. е удостоена с награда за цялостно творчество от списание „Romantic Times“, през 2012 г. с награда за цялостно творчество за съвременните си любовни романи от списание „Romantic Times“.
Джил Шалвис живее със семейството си в дома си в Чино, в близост до езерото Тахо, Калифорния.

## Произведения

### Като Джил Шелдън

#### Самостоятелни романи
- Summer of Fire (1996)
Лятото на огъня, изд.: „Слово“, В. Търново (1999), прев. Георги Налбантов
- Time to Trust (1997)
- Revenge Is Sweet (1997)
Сладко отмъщение, изд.: „Слово“, В. Търново (1998), прев. Маргарита Кръстева
- Forgotten (1997)

### Като Джил Шалвис

#### Самостоятелни романи
- Charmed and Dangerous (1997)
- Tell Me No Lies (1997)
- Ultimate Surrender (1997)
- Show Me the Way (1997)
- The Harder They Fall (1998)
- Lean on Me (1998)
- Long-lost Mum (1998)
- Who's the Boss? (1999)
- The Bachelor's Bed (2000)
- The Detective's Undoing (2000)
- New and...Improved? (2000)
- Aftershock (2001)
- Kiss Me, Katie! (2002)
- Natural Blond Instincts (2003)
- Bared (2004)
- Passionate Protectors (2004)
- Seduce Me (2004)
- Her Sexiest Mistake (2005)
- Aussie Rules (2006)
- Out of This World (2006)
- Shadow Hawk (2007)
- The Trouble With Paradise (2007)
- Time Out (2012)
- Merry and Bright (2013)

#### Серия „Ергените от Соут Вилидж“ (South Village Singles)
Roughing It with Ryan (2003)
Tangling with Ty (2003)
Messing with Mac (2003)
Street Where She Lives (2003)

#### Серия „Пожарникари“ (Firefighters)
1. White Heat (2004)
2. Blue Flame (2004)
3. Seeing Red (2005)

#### Серия „В небесата“ (Sky High Air)
1. Smart and Sexy (2007)
2. Strong and Sexy (2008)
3. Superb and Sexy (2008)

#### Серия „Приключенията на Уайлдър“ (Wilder Adventures)
1. Instant Attraction (2009)
2. Instant Gratification (2009)
3. Instant Temptation (2010)

#### Серия „Тихоокеанска топлина“ (Pacific Heat)
1. Double Play (2009)
2. Slow Heat (2010)

#### Серия „Лъки Харбър“ (Lucky Harbor)
1. Simply Irresistible (2010)
2. The Sweetest Thing (2011)
Kissing Santa Claus (2011) – новела в „Small Town Christmas“
3. Head Over Heels (2011)
4. Lucky in Love (2012)
5. At Last (2012)
6. Forever and a Day (2012)
Under the Mistletoe (2012) – новела
7. It Had to Be You (2013)
8. Always On My Mind (2013)
Dream a Little Dream (2013) – новела в „A Christmas to Remember“
9. Once in a Lifetime (2014)
10. It's in His Kiss (2014)
11. He's So Fine (2014)
12. One in a Million (2014)
Merry Christmas, Baby (2014) – новела

#### Серия „Животинско привличане“ (Animal Magnetism)
1. Animal Magnetism (2011)
2. Animal Attraction (2011)
3. Rescue My Heart (2012)
4. Rumor Has It (2013)
5. Then Came You (2014)
6. Still the One (2015)
7. All I Want (2015)

#### Серия „Сийдър Ридж“ (Cedar Ridge)
1. Second Chance Summer (2015)
2. My Kind of Wonderful (2015)
3. Nobody But You (2016)

#### Участие в общи серии с други писатели

##### Серия „На Запад“ (Way Out West)
- Hiding Out at the Circle C (1998)
- The Rancher's Surrender (1999)

от серията има още 8 романа от различни автори

##### Серия „Негодници с кауза“ (Rebels With a Cause)
4. Lover Come Back (1998)
от серията има още 3 романа от различни автори

##### Серия „Грешно легло“ (Wrong Bed)
12. Out of the Blue (2000)
18. Her Perfect Stranger (2002)
29. Back in the Bedroom (2004)
от серията има още 47 романа от различни автори

##### Серия „Мъж на шанса“ (Men of Chance)
3. Chance Encounter (2001)
от серията има още 2 романа от различни автори

##### Серия „Мястото на Купър“ (Cooper's Corner)
- For the Love of Nick (2002)
- Trade Secrets (2003) – със С. Дж. Кармайкъл

от серията има още 17 романа от различни автори

##### Серия „Голите основи“ (Bare Essentials)
- Naughty But Nice (2002)

от серията има още 1 роман от Лесли Кели

##### Серия „Американски герои“ (American Heroes)
- Luke (2003)
- Free Fall (2005)
- The Heat Is On (2010)

от серията има още 13 романа от различни автори

##### Серия „Форестър Скуеър“ (Forrester Square)
10. Come Fly with Me (2004)
от серията има още 15 романа от различни автори

##### Серия „Чистокръвен Тексас“ (Trueblood Texas)
23. Hero for Hire (2004)
от серията има още 25 романа от различни автори

##### Серия „Не Безпокойте“ (Do Not Disturb)
6. Room Service (2006)
от серията има още 20 романа от различни автори

##### Серия „Прилив на адреналин“ (Adrenaline Rush)
1. Just Try Me... (2006)
от серията има още 2 романа от различни автори

##### Серия „Американски герои: пожарникари“ (American Heroes: The Firefighters)
1. Flashpoint (2008)
2. Flashback (2008)
3. All He wants For Christmas (2008)
от серията има още 44 романа от различни автори

##### Серия „Равномерно горещ!“ (Uniformly Hot!)
8. Storm Watch (2009)
от серията има още 49 романа от различни автори

#### Новели
- Nothing to Lose (2013)

#### Сборници
- Yours 2 Keep (1999) – с Кей Хупър, Дона Кауфман, Мишел Мартин и Мерилин Папано
- Paris or Bust! (2003) – с Жаклин Даймънд и Кейт Хофман
- In Name Only (2003) – с Дей Льоклер
- Mother, Please! (2004) – с Алисън Кент и Бренда Новак
- Velvet, Leather and Lace (2005) – със Сюзан Форстър и Дона Кауфман
- The Night Before Christmas (2005) – с Кайли Адамс, Лори Фостър, Катрин Гарбера, Кейти Лъв и Ерин Маккарти
- Jinxed! (2007) – с Джаки Д'Алесандро и Кристъл Грийн
- One-Click Buy: December Harlequin Blaze (2007) – с Джаки Д'Алесандро, Кейт Хофман, Дженифър Ла Брек, Джейми Собрато и Кара Съмърс
- Heating Up The Holidays (2008) – с Джаки Д'Алесандро и Джейми Собрато
- One-Click Buy: August 2009 Harlequin Blaze (2009) – с Лори Борил, Тори Карингтън, Кейт Хофман, Катлийн О'Райли и Джоан Рок
- Better Naughty Than Nice (2009) – с Ронда Нелсън и Вики Люис Томпсън
- One-Click Buy: July 2010 (2010) – с Карън Фоли, Ронда Нелсън, Кимбърли Рай, Хоуп Тар и Вики Люис Томпсън
- Born on the 4th of July (2010) – с Карън Фоли и Ронда Нелсън
- One-Click Buy: August 2010 (2010) – с Лиза Рене Джоунс, Ронда Нелсън, Джоан Рок, Кара Съмърс и Вики Люис Томпсън
- More Than Words Vol 7 (2011) – с Дона Хил и Карли Филипс
- Holiday Hideout (2011) – с Джули Кенър и Вики Люис Томпсън
- Small Town Christmas (2011) – с Кейти Лейн и Хоуп Рамзи
- Kiss Me, I'm Irish (2012) – с Морийн Чайлд и Роксан Сент Клер
- Bare Essentials (2014) – с Лесли Кели
- Game On Box Set (2014) – с Ели Кенеди, Джоан Рок и Нанси Уорън